# Fight Club
Fight Club is een Amerikaanse film uit 1999 gebaseerd op de roman Fight Club van Chuck Palahniuk. Onder anderen Brad Pitt, Edward Norton en Helena Bonham Carter spelen in deze door David Fincher geregisseerde film. De filmmuziek werd gemaakt door de Dust Brothers. Er wordt door Palahniuk, Fincher en Trent Reznor gewerkt aan een musicalversie van Fight Club. In oktober 2004 werd er een Fight Club videospel uitgebracht, maar fans van het boek en de film lieten het links liggen, omdat het vooral uit commercieel oogpunt gemaakt zou zijn.
De filmversie van Fight Club werd genomineerd voor onder meer de Academy Award voor beste geluidseffecten en voor een Political Film Society Award.

## Verhaal
Het hoofdpersonage heeft last van slapeloosheid. Hij bezoekt uit verveling praatgroepen (waaronder een voor patiënten van teelbalkanker). Door deze groepen weet hij zijn emoties los te laten en kan hij weer slapen. Als een eigenaardige vrouw, Marla, eveneens voor haar plezier naar deze groepen gaat en daardoor zijn herstel verstoort, krijgt hij weer met slapeloosheid te kampen.
Op de terugweg van een zakenreis, ontmoet de verteller Tyler Durden in een vliegtuig. Bij terugkeer blijkt zijn appartement te zijn opgeblazen en kan hij nergens terecht. Eerst wil hij Marla bellen maar belt, in plaats van naar haar, naar Tyler via het visitekaartje dat hij van hem kreeg. Ze ontmoeten elkaar in een bar en discussiëren over de moderne man. De verteller vraagt of hij bij Tyler mag verblijven. Tyler zegt ja, maar de verteller moet hem een plezier doen door hem zo hard mogelijk te slaan. De twee maken ruzie op de parkeerplaats van de bar. Na het gevecht logeert de verteller bij Tyler en blijft daar mettertijd ook wonen. De verteller komt erachter dat het vechten hem pleziert. Zo ontstaat Fight Club.
De club wordt steeds groter. Tyler deelt al snel "huiswerk" uit aan de leden van de club, wat later uitgroeit tot Project Mayhem. Het project wordt uitgebreider, en de verteller heeft steeds meer moeite met hun acties en probeert ze te stoppen. Hij komt steeds meer te weten over hun plan om grote maatschappijen van kredietkaarten op te blazen en komt al gauw achter de echte identiteit van Tyler Durden. De vaste slapeloosheid wordt in het echt veroorzaakt door "Tyler", die 's nachts de leiding overneemt, wanneer de verteller denkt te slapen. Hij leidt hierdoor echter een dubbelleven.
Het hoogtepunt van de film vormt de ruzie tussen de verteller en Tyler over de controle over zijn lichaam en de uit de hand lopende situatie. Hij ziet dat Tyler een pistool vasthoudt. De verteller dreigt ermee om zichzelf door het hoofd te schieten om zo Tyler weg te krijgen. De verteller zegt tegen Tyler: my eyes are open en schiet zichzelf vervolgens met de revolver in de mond. Maar het is al snel duidelijk dat het schot hem niet gedood heeft. Tyler daarentegen heeft een grote uitgangswond aan de achterkant van zijn schedel en valt zo neer op de grond. De gespleten persoonlijkheid van de verteller is eindelijk verdwenen uit zijn leven (verschillende interpretaties zijn hiervoor mogelijk). Zijn handlangers van Project Mayhem slepen Marla de trap op en zien de verwonding van de verteller. Ze reageren geschokt op hun leider dat hij nog rechtstaat na zo een verwonding. Hij vraagt om verband en wordt vervolgens alleen gelaten met Marla. Hij zegt dat alles goed zal komen en dat ze hem op een heel vreemde tijd in zijn leven ontmoet heeft. Na deze zin is vanuit het raam, waarvoor Marla en de verteller elkaars hand vasthouden, te zien hoe de gebouwen opgeblazen worden. Kort voor de aftiteling is een subliminale flits van mannelijk geslachtsdeel te zien.

## Verschillen tussen roman en film
Hoewel de plot vrijwel gelijk is aan de roman en veel dialogen letterlijk overgenomen zijn, waren er toch een aantal opvallende verschillen met de film.
- Veel teksten uit de roman werden in de film door andere karakters uitgesproken dan in het origineel. Waarschijnlijk is dit gedaan zodat de andere karakters meer tekst zouden hebben dan in het boek, waar de verteller meer spreekt (een speech van Tyler werd in het boek bijvoorbeeld door een mechanicus gegeven).
- Tylers aandeel in de verhaallijn van de film is vaak op de voorgrond, terwijl hij in de roman nauwelijks te zien is.
- De verteller ontmoet Tyler in het vliegtuig in plaats van op een naaktstrand.
- De verteller leest in de film verhalen over "Jack", die in de roman "Joe" wordt genoemd. Dit om conflicten met Reader's Digest te voorkomen (de artikelen hebben in het tijdschrift gestaan).
- In de roman was Marla's tekst, nadat ze seks heeft gehad met Tyler: I want to have your abortion. In de film is deze zin veranderd in I haven't been fucked like that since grade school. De originele tekst werd echter ook gefilmd en is te zien op de dvd, in het "deleted scenes"-onderdeel.
- De eerste partij zeep die door de verteller en Tyler wordt gemaakt, bestaat uit vet uit een liposuctiekliniek, in plaats van het vet van de moeder van Marla.
- De scène waarin Tyler met Lou vecht is gebaseerd op het fragment, waarin Tyler de directeur van Projectionist Union chanteert. Lou bestond niet in het boek.
- De flashback in het boek, waarin de verteller op de Blarney Stone plast, komt niet terug in de film.
- Het fragment waarin Tyler een verhaal vertelt, waarin hij in de parfumflessen van een vrouw plast, kwam niet in de film voor.
- Het gevecht van de verteller met zichzelf, om de baas van het autobedrijf te chanteren, werd in de roman juist gedaan om zijn baas te bedreigen in het hotel, waar de verteller als ober werkt.
- De confrontatie met Raymond K. Hessel vindt in het boek alleen met de verteller plaats; in de film heeft Tyler de leiding en is de verteller een soort ooggetuige.
- Het fragment, waarin Tyler de baas van de verteller vermoordt is niet te zien in de film, hoewel de methode wel te zien is in de film (het vullen van een monitor met benzine).
- In de film zijn de bommen van Project Mayhem succesvol, terwijl ze in het boek niet afgaan.
- In de film schiet de verteller zichzelf neer om Tyler te vermoorden, terwijl dit in de roman zelfmoord is.
- In het boek is het pistool van Tyler gedempt. In de film heeft het pistool geen demper.
- De film eindigt met de verteller en Marla die naar de explosies kijken, terwijl de verteller in de roman praat over een inrichting, waarin hij is opgenomen.

## Reactie en thema's
Fight Club werd in de Verenigde Staten op 15 oktober 1999 uitgebracht en had gemengde recensies. Terwijl veel critici lyrisch over de film waren, keurden andere critici de film ook af. Janet Maslin van The New York Times vergeleek het met American Beauty, terwijl Roger Ebert het "macho porno" noemde. Vooral het visuele geweld van de gevechten sprak weinig critici aan, hoewel er niemand daadwerkelijk gedood wordt in een vuistgevecht in de film.
De film bracht in het eerste weekend na de première elf miljoen dollar op en was daarmee een kassucces. In de daaropvolgende weekenden zakte de film al snel, en eindigde met slechts $37 miljoen in de Verenigde Staten. Hij werd gezien als een mislukking omdat het budget $63 miljoen was, waarbij de reclame nog niet eens inbegrepen was (vermoedelijk $20–30 miljoen). Zelfs met de $63 miljoen die in het buitenland verdiend werd, vond de directie van 20th Century Fox de film zo'n teleurstelling dat directeur Bill Mechanic (Entertainment) ontslagen werd. Volgens Mechanic had hij persoonlijk ruzie met Fox eigenaar Rupert Murdoch over Fight Club en kostte dit hem zijn baan, nauwelijks een jaar na het succes van de Fox-film Titanic.
Fight Club's redding vond plaats op de dvd-markt, die op dat moment sterk groeide. De verpakking met 2 dvd's bevatte vier audio commentaren en uren aan extra materiaal, waarin de film diep geanalyseerd wordt. Fight Club werd uiteindelijk winstgevend door de toenemende dvd-verkopen.
De sterk kritische kijk op consumptie en het moderne leven lijkt op Naomi Kleins boek No Logo en zorgde voor kritiek van de recensenten. Critici zoals Ebert keurden de zogenoemde "fascistische" thema's in de film af, terwijl anderen commentaar hadden op de anarchistische, nihilistische en boeddhistische idealen. Beide vormen keren in de film terug: de oprichting van de individualistische en antimaterialistische organisatie Fight Club en de overgang naar Project Mayhem, een georganiseerde anarchie, die onder toezicht staat van alleen Tyler Durden. De samensmelting van deze twee ogenschijnlijk tegenstrijdige denkwijzen zorgde voor kritiek op de filosofische waarde van deze film.
Er worden ook parallellen getrokken tussen Tyler Durdens visie op de wereld na zijn revolutie en de visie van Theodore Kaczynski, a.k.a. de Unabomber. Dit kan men zien in de scène waarin Tyler praat over het abseilen van de Willis Tower in kleren die je de rest van je leven draagt en het jagen op elanden op verlaten snelwegen.
Een aantal elementen uit het boek en de film komen we ook nu nog tegen, zoals de eerste twee regels van Fight Club, waarvan beiden You do not talk about fight club zijn of de naam "Tyler Durden" zelf. Deze naam wordt bijvoorbeeld als alias gebruikt door de schrijvers van de bekende financiële blog ZeroHedge. Het pejoratief "snowflake" (vaak gebruikt voor de millennial-generatie) is afkomstig van de uitspraak You are not special. You're not a beautiful and unique snowflake. You're the same decaying organic matter as everything else. We're all part of the same compost heap. We're all singing, all dancing crap of the world. uit het boek en de film.

## Varia
De film lijkt plaats te vinden in Wilmington, Delaware, de thuishaven van veel creditcardbedrijven. Het visitekaartje van Tyler bevat de Wilmington-postcode 19808 en de Delaware-regiocode 302. Daarnaast worden de steden New Castle, Delaware City en Penns Grove, alle drie in de buurt van Wilmington, specifiek genoemd. Het appartement waarin de verteller leeft, heeft als motto "A Place To Be Somebody", tevens het stadsmotto van Wilmington (Delaware). In de scène waarin de verteller uit wanhoop de bedrijven belt, zijn de straatnamen "Franklin" en "Harrison" te zien. Franklin en Harrison lopen echter van noord naar zuid in Wilmingtons Westside/Hilltop buurt, een mijl parallel aan het zakencentrum. Woordvoerders van Wilmington City wezen het verzoek van de filmmakers af om te filmen in Delaware, uit angst voor na-apers. De film werd opgenomen in Los Angeles en leek in de film op een gewone stad.
De filmmakers wilden Tyler Durden oorspronkelijk echte recepten voor explosieven laten uitvoeren. Voor de publieke veiligheid werden neprecepten gebruikt.
In het begin van de film flitst Tyler Durden tijdens één frame op het scherm, oftewel een subliminal, wellicht als verwijzing naar Tylers werk als filmprojecteur. Er zijn in de film 4 subliminals verwerkt:
- Bij het kopieerapparaat, als Jack zegt Everything is a copy, of a copy, of a copy.
- In de gang bij de dokterskamer, als de dokter tegen de verteller zegt dat hij bij de steungroep voor zaadbalkanker moet langs gaan.
- Bij de ontmoeting van die groep.
- Wanneer de verteller ziet dat Marla de groep verlaat, maar haar niet volgt.

De subliminals zorgden voor klachten van kwaliteitscontroleurs die zeiden dat er "rommel" op de banden stond. De filmmakers moesten hen er van verzekeren dat dit met opzet werd gedaan, voordat de film werd uitgegeven.
Behalve deze subliminals is Tyler nog eens twee keer te zien; eerst op een televisiescherm in een hotel, in een groep van werknemers in witte jassen die de kijker welkom heten (te zien op de rechterkant van het scherm); en weer als de Verteller op de lopende band van het vliegveld staat. Wanneer de verteller vraagt If you wake up at a different time, in a different place, could you wake up as a different person?, richt de camera zich op Tyler. Dit soort trucjes zijn een van Finchers handelsmerken geworden.
In een vergelijkbare truc, is er tijdens de explosies aan het eind van de film een subliminal te zien met een naakte man. Dit lijkt een verwijzing naar Tylers gewoonte om frames uit pornografie te monteren in familiefilms. Er ging een tijdje een broodjeaapverhaal rond dat dit de penis van Pitt zou zijn; een persbericht voor de film meldde dat dit niet zo was.
Het achteruitgespoelde shot vanuit een prullenbak, een nauwgezette computer graphic, was het allerlaatste shot dat werd toegevoegd aan de film - alsof het een ingeving achteraf van de regisseur was. Het kostte zoveel tijd om te maken dat de rol "vers" uit het lab gebruikt moest worden, om het schema bij te kunnen houden.
Tijdens de repetities kwamen Brad Pitt en Edward Norton erachter dat ze allebei de nieuwe Volkswagen Kever haatten. In de film moeten ze een Volkswagen Kever met honkbalknuppels kapotslaan.
De belangrijkste motieven uit de Fight Club film komen in verschillende andere films ook terug. Er zijn overeenkomsten tussen Tyler Durden en Brad Pitts karakter in de film Twelve Monkeys (1995). De plots en regiestijl van nieuwere films hebben overeenkomsten met Fight Club. Collateral (2004) en Old School (2003) zijn slechts twee voorbeelden.
Voor zijn rol liet Brad Pitt de schildjes op zijn tanden verwijderen, dit om zich meer in te kunnen leven in het karakter. Hij liet ze na de film weer terugplaatsen. Samen met collega en vriend Edward Norton volgden ze, net als hun karakters in de film, lessen voor het maken van zeep.
Volgens producent Art Linson in zijn boek What Just Happened? waren kijkers en makers tijdens testvoorstellingen zo verward dat ze hun hoofd schudden. Linson was een uitgesproken fan van de film.

## Rolverdeling
| Acteur               | Personage            |
| -------------------- | -------------------- |
| Edward Norton        | verteller            |
| Brad Pitt            | Tyler Durden         |
| Helena Bonham Carter | Marla Singer         |
| Meat Loaf            | Robert 'Bob' Paulson |
| Zach Grenier         | Richard Chesler      |
| Rachel Singer        | Chloe                |
| Holt McCallany       | The Mechanic         |
| Eion Bailey          | Ricky                |
| Jared Leto           | Angel Face           |
| Peter Iacangelo      | Lou                  |

## Prijzen
De film werd met de volgende prijzen bekroond:
- de Empire Award (UK) (2000) voor Beste Britse Actrice (Helena Bonham Carter)
- de Online Film Critics Society Awards (2001) voor Best DVD, Best DVD Commentary en Best DVD Special Features
- de Total Film Magazine Award (UK) (2005) voor "The Greatest Film of our Lifetime"

Fight Club was ook genomineerd voor de volgende prijzen:
- de Academy Award 2000 voor Best Effects, Sound Effects Editing
- de Blockbuster Entertainment Award 2000 voor Favorite Action Team (Brad Pitt & Edward Norton)
- de Brit Award 2000 voor Best Soundtrack
- de Costume Designers Guild Award 2000 voor Excellence for Costume Design for Film - Contemporary
- de Sierra Award of the Las Vegas Film Critics Society Awards voor Best DVD en Best Editing
- de MTV Movie Award voor Best Fight (Edward Norton vs himself)
- de Golden Reel Award from the Motion Picture Sound Editors, USA voor Best Sound Editing - Effects & Foley
- de Online Film Critics Society Awards voor Best Actor (Edward Norton), Best Director, Best Film, Best Film Editing en Best Screenplay, Adapted
- de Political Film Society Award voor Democratie